# Мясковский, Яков Константинович
Яков Константинович Мясковский (1847—1918) — русский военный инженер, инженер-генерал (1914).

## Биография
Родился 25 октября 1847 года в Петербурге в семье военного инженера, генерал-майора Константина Ивановича Мясковского.
В службу вступил в 1866 году после окончания Орловского Бахтина кадетского корпуса и распределён для продолжения обучения в Павловское военное училище. В 1867 году был переведён в Николаевское инженерное училище, по окончании которого в 1869 году по I разряду был произведён в подпоручики и выпущен в 3-й сапёрный батальон.
В 1870 году был переведён в лейб-гвардию в состав Егерского лейб-гвардии полка с переименованием в прапорщики гвардии, в 1872 году произведён в подпоручики гвардии. С 1873 года после окончания Николаевской инженерной академии по I разряду был переведён в разряд военных инженеров и в 1874 году произведён в поручики гвардии. В 1875 году был переведён в инженерное ведомство с производством в штабс-капитаны и назначением в состав инженерного управления Новогеоргиевской крепости. В 1878 году был произведён в капитаны. В 1883 году был назначен производителем работ по построению фортов в составе Варшавского военного округа а с 1888 года являлся отдельным производителем работ по укреплению фортов в Оренбурге, Казани и киргизской степи. 
В 1889 году был назначен начальником Казанской инженерной дистанции с производством в подполковники. В 1893 году за отличие по службе был произведён в полковники. С 1894 года находился в распоряжении начальника Главного инженерного управления и в 1895 году был назначен   делопроизводителем по техническо-хозяйственной части канцелярии Инженерного комитета при этом управлении. В 1901 году за отличие по службе был произведён в генерал-майоры. С 1904 году был участником Русско-японской войны в качестве помощника инспектора инженерной части при главнокомандующем сухопутными и морскими вооружёнными силами действовавшими против Японии. В 1906 году был назначен постоянным членом и управляющим делами Инженерного комитета при Главном инженерном управлении. В 1908 году за отличие по службе был произведён в генерал-лейтенанты с назначением постоянным членом Главного крепостного комитета при Военном министерстве с оставлением в прежних должностях. С 1907 по 1912 год так же являлся членом общего присутствия Комиссии по устройству казарм при Военном совете Российской империи. 12 марта 1914 года уволен в отставку с производством в инженер-генералы. 
Сын — Николай Яковлевич Мясковский (1881—1950) — композитор и симфонист, народный артист СССР, лауреат пяти Сталинских премий.
Скончался 5 апреля 1918 года в Петрограде

## Награды
Был награждён всеми орденами Российской империи вплоть до ордена Святого Владимира 2-й степени пожалованного ему в 1912 году